# Tour de San Luis 2014
La 8e édition du Tour de San Luis a eu lieu du 20 au 26 janvier 2014. La course fait partie du calendrier UCI America Tour 2014 en catégorie 2.1.
L'épreuve a été remportée par le Colombien Nairo Quintana (Movistar), vainqueur de la quatrième étape, devant l'Américain Phillip Gaimon qui a remporté la première étape et l'Argentin Sergio Godoy (San Luis Somos Todos),,.
Quintana remporte également le classement du meilleur grimpeur alors qu'un autre Argentin Julián Gaday (Buenos Aires Provincia) gagne celui des sprints. Le Britannique Adam Yates Orica-GreenEDGE termine meilleur jeune tandis que la formation argentine San Luis Somos Todos triomphe du classement par équipes à domicile.

## Présentation
Le Tour de San Luis est souvent une course de reprise pour les coureurs des formations World Tour et continentales professionnelles qui reprennent pour la plupart sur cette course ou lors du Tour Down Under qui a lieu en même temps à l'autre bout du globe,. En effet il n'est pas surprenant de voir que certains des précédents vainqueurs ne font pas partie de ces équipes là mais sont dans des équipes continentales des pays sud-américains,,,

### Parcours
,,,

### Équipes
Classé en catégorie 2.1 de l'UCI America Tour, le Tour de San Luis est par conséquent ouvert aux UCI ProTeams dans la limite de 50 % des équipes participantes, aux équipes continentales professionnelles, aux équipes continentales et aux équipes nationales.
L'organisateur a communiqué une première liste de huit équipes invitées le 15 août 2013 puis a annoncé les autres formations participantes le 22 novembre 2013. 25 équipes participent à ce Tour de San Luis - 12 ProTeams, 5 équipes continentales professionnelles, 4 équipes continentales et 4 équipes nationales :
| Nom de l'équipe         | Pays       | Code |
| ----------------------- | ---------- | ---- |
| AG2R La Mondiale        | France     | ALM  |
| Astana                  | Kazakhstan | AST  |
| BMC Racing              | États-Unis | BMC  |
| Cannondale              | Italie     | CAN  |
| Garmin-Sharp            | États-Unis | GRS  |
| Katusha                 | Russie     | KAT  |
| Lampre-Merida           | Italie     | LAM  |
| Lotto-Belisol           | Belgique   | LTB  |
| Movistar                | Espagne    | MOV  |
| Omega Pharma-Quick Step | Belgique   | OPQ  |
| Orica-GreenEDGE         | Australie  | OGE  |
| Trek Factory Racing     | États-Unis | TFR  |

| Nom de l'équipe              | Pays       | Code |
| ---------------------------- | ---------- | ---- |
| Androni Giocattoli-Venezuela | Italie     | AND  |
| Bretagne-Séché Environnement | France     | BSE  |
| Colombia                     | Colombie   | COL  |
| Novo Nordisk                 | États-Unis | TNN  |
| UnitedHealthcare             | États-Unis | UHC  |

| Nom de l'équipe         | Pays       | Code |
| ----------------------- | ---------- | ---- |
| Buenos Aires Provincia  | Argentine  | BAP  |
| Jamis-Hagens Berman     | États-Unis | JSH  |
| Clube DataRo-Bottecchia | Brésil     | DAT  |
| San Luis-Somos Todos    | Argentine  | SLS  |

| Nom de l'équipe              | Pays      | Code |
| ---------------------------- | --------- | ---- |
| Équipe nationale d'Argentine | Argentine | ARG  |
| Équipe nationale du Chili    | Chili     | CHI  |
| Équipe nationale de Cuba     | Cuba      | CUB  |
| Équipe nationale d'Uruguay   | Uruguay   | URU  |

### Favoris
Beaucoup de têtes d'affiche sont présentes mais peu viseront le classement général en ce début de saison. Seront donc favoris ou outsiders les Colombiens Darwin Atapuma (BMC Racing),, Nairo Quintana (Movistar), Fabio Duarte et Miguel Ángel Rubiano (Colombia) et Carlos Betancur (AG2R La Mondiale),, les deux coéquipiers de ce dernier, le Français Jean-Christophe Péraud et l'Italien Domenico Pozzovivo,, d'autres Italiens Damiano Cunego (Lampre-Merida) et Vincenzo Nibali (Astana), les Espagnols Joaquim Rodríguez (Katusha) et Haimar Zubeldia (Trek Factory Racing), les Belges Jurgen Van den Broeck et Jelle Vanendert (Lotto-Belisol), mais aussi l'Argentin Daniel Díaz (San Luis Somos Todos), tenant du titre, le Colombien Janier Acevedo (Garmin-Sharp), l'Italien Michele Scarponi (Astana) et l'Espagnol Daniel Moreno (Katusha) sur lesquels on pourrait compter,,,.
Pour la victoire d'étape lors du contre-la-montre de la cinquième étape, il faudra surveiller l'Américain Taylor Phinney (BMC Racing), mais aussi lors de possibles arrivées au sprint selon les circonstances tout comme d'autres sprinteurs que seront les trois coureurs de l'équipe Omega Pharma-Quick Step, le Britannique Mark Cavendish, le Belge Tom Boonen et l'Italien Alessandro Petacchi, le Colombien Leonardo Duque (Colombia), les Italiens Sacha Modolo et Filippo Pozzato (Lampre-Merida) et Giacomo Nizzolo (Trek Factory Racing), le Belge Kenny Dehaes (Lotto-Belisol) mais également le Slovaque Peter Sagan (Cannondale) et l'Américain Tyler Farrar (Garmin-Sharp) qui seront présents également,,.

## Étapes
| Étape     | Date       | Villes étapes                                          |  | Distance (km) | Vainqueur d’étape | Leader du classement général |
| --------- | ---------- | ------------------------------------------------------ |  | ------------- | ----------------- | ---------------------------- |
| 1re étape | 20 janvier | San Luis - Villa Mercedes                              |  | 166,2         | Phillip Gaimon    | Phillip Gaimon               |
| 2e étape  | 21 janvier | La Punta - Mirador del Potrero de Los Funes (es)       |  | 170,6         | Julián Arredondo  | Phillip Gaimon               |
| 3e étape  | 22 janvier | Tilisarao - Juana Koslay                               |  | 175,8         | Giacomo Nizzolo   | Phillip Gaimon               |
| 4e étape  | 23 janvier | Mirador del Potrero de Los Funes (es) - Alto del Amago |  | 166,3         | Nairo Quintana    | Phillip Gaimon               |
| 5e étape  | 24 janvier | San Luis - San Luis                                    |  | 19,2          | Adriano Malori    | Nairo Quintana               |
| 6e étape  | 25 janvier | Las Chacras - Mirador del Sol                          |  | 184,4         | Julián Arredondo  | Nairo Quintana               |
| 7e étape  | 26 janvier | San Luis - Terrazas del Portezuelo (es)                |  | 148,1         | Sacha Modolo      | Nairo Quintana               |

## Déroulement de la course

### 1reétape
25 équipes inscrivent 6 coureurs sauf les formations argentines Buenos Aires Provincia, San Luis-Somos Todos et l'équipe nationale d'Argentine qui en comptent 8 chacune. 156 coureurs sont donc au départ de la course.
L'Américain Phillip Gaimon (Garmin-Sharp) remporte l'étape en solitaire devant ses anciens compagnons d'échappée. Il devance de douze secondes l'Argentin Emiliano Contreras (Équipe nationale d'Argentine) et de 1 min 17 s le Néerlandais Marc de Maar (UnitedHealthcare). Le peloton termine à 4 min 35 s du vainqueur du jour. Gaimon s'empare donc de la tête du classement général avec les mêmes écarts sur ses différents poursuivants,,.
|    | Coureur            | Équipe                       |    | Temps           |
| -- | ------------------ | ---------------------------- | -- | --------------- |
| 1  | Phillip Gaimon     | Garmin-Sharp                 | en | 4 h 06 min 54 s |
| 2  | Emiliano Contreras | Équipe nationale d'Argentine | +  | 12 s            |
| 3  | Marc de Maar       | UnitedHealthcare             |    | 1 min 17 s      |
| 4  | Leandro Messineo   | San Luis-Somos Todos         |    | 1 min 26 s      |
| 5  | Cristian Egídio    | Clube DataRo-Bottecchia      |    | 3 min 52 s      |
| 6  | Adrián Alvarado    | Équipe nationale du Chili    |    | 3 min 52 s      |
| 7  | Christian Meier    | Orica-GreenEDGE              |    | 3 min 52 s      |
| 8  | Sacha Modolo       | Lampre-Merida                |    | 4 min 35 s      |
| 9  | Kenny Dehaes       | Lotto-Belisol                |    | 4 min 35 s      |
| 10 | Manuel Belletti    | Androni Giocattoli-Venezuela |    | 4 min 35 s      |

|    | Coureur            | Équipe                       |    | Temps           |
| -- | ------------------ | ---------------------------- | -- | --------------- |
| 1  | Phillip Gaimon     | Garmin-Sharp                 | en | 4 h 06 min 54 s |
| 2  | Emiliano Contreras | Équipe nationale d'Argentine | +  | 12 s            |
| 3  | Marc de Maar       | UnitedHealthcare             |    | 1 min 17 s      |
| 4  | Leandro Messineo   | San Luis-Somos Todos         |    | 1 min 26 s      |
| 5  | Cristian Egídio    | Clube DataRo-Bottecchia      |    | 3 min 52 s      |
| 6  | Adrián Alvarado    | Équipe nationale du Chili    |    | 3 min 52 s      |
| 7  | Christian Meier    | Orica-GreenEDGE              |    | 3 min 52 s      |
| 8  | Sacha Modolo       | Lampre-Merida                |    | 4 min 35 s      |
| 9  | Kenny Dehaes       | Lotto-Belisol                |    | 4 min 35 s      |
| 10 | Manuel Belletti    | Androni Giocattoli-Venezuela |    | 4 min 35 s      |

### 2eétape
L'étape a été remportée en solitaire au sommet du mirador del Potrero de Los Funes (es) par le Colombien Julián Arredondo (Trek Factory Racing) devant l'Américain Peter Stetina (BMC Racing) qui termine dans le même temps et un autre Colombien Nairo Quintana (Movistar) arrivé trois secondes plus tard. L'Américain Phillip Gaimon (Garmin-Sharp) conserve toutefois la tête du classement général 1 min 47 s devant le Néerlandais Marc de Maar (UnitedHealthcare) et 1 min 47 s sur le Canadien Christian Meier (Orica-GreenEDGE),,.
|    | Coureur              | Équipe                       |    | Temps           |
| -- | -------------------- | ---------------------------- | -- | --------------- |
| 1  | Julián Arredondo     | Trek Factory Racing          | en | 4 h 13 min 21 s |
| 2  | Peter Stetina        | BMC Racing                   | +  | 0 s             |
| 3  | Nairo Quintana       | Movistar                     |    | 3 s             |
| 4  | Darwin Atapuma       | BMC Racing                   |    | 3 s             |
| 5  | Domenico Pozzovivo   | AG2R La Mondiale             |    | 5 s             |
| 6  | Haimar Zubeldia      | Trek Factory Racing          |    | 5 s             |
| 7  | Ivan Santaromita     | Orica-GreenEDGE              |    | 5 s             |
| 8  | Damiano Caruso       | Cannondale                   |    | 8 s             |
| 9  | Miguel Ángel Rubiano | Colombia                     |    | 8 s             |
| 10 | Eduardo Sepúlveda    | Bretagne-Séché Environnement |    | 8 s             |

|    | Coureur            | Équipe              |    | Temps           |
| -- | ------------------ | ------------------- | -- | --------------- |
| 1  | Phillip Gaimon     | Garmin-Sharp        | en | 8 h 20 min 34 s |
| 2  | Marc de Maar       | UnitedHealthcare    | +  | 1 min 47 s      |
| 3  | Christian Meier    | Orica-GreenEDGE     |    | 3 min 56 s      |
| 4  | Peter Stetina      | BMC Racing          |    | 4 min 16 s      |
| 5  | Julián Arredondo   | Trek Factory Racing |    | 4 min 16 s      |
| 6  | Darwin Atapuma     | BMC Racing          |    | 4 min 19 s      |
| 7  | Nairo Quintana     | Movistar            |    | 4 min 19 s      |
| 8  | Haimar Zubeldia    | Trek Factory Racing |    | 4 min 21 s      |
| 9  | Domenico Pozzovivo | AG2R La Mondiale    |    | 4 min 21 s      |
| 10 | Ivan Santaromita   | Orica-GreenEDGE     |    | 4 min 21 s      |

### 3eétape
L'Italien Giacomo Nizzolo (Trek Factory Racing) s'impose au sprint sur cette étape devant l'Espagnol Francisco Ventoso (Movistar) et le Belge Tom Boonen (Omega Pharma-Quick Step). Au classement général, aucun changement n'est à constater puisque l'Américain Phillip Gaimon (Garmin-Sharp) devance toujours de 1 min 47 s le Néerlandais Marc de Maar (UnitedHealthcare) et de 1 min 47 s le Canadien Christian Meier (Orica-GreenEDGE),,,.
|    | Coureur             | Équipe                  |    | Temps           |
| -- | ------------------- | ----------------------- | -- | --------------- |
| 1  | Giacomo Nizzolo     | Trek Factory Racing     | en | 4 h 14 min 19 s |
| 2  | Francisco Ventoso   | Movistar                | +  | m.t             |
| 3  | Tom Boonen          | Omega Pharma-Quick Step |    | m.t             |
| 4  | Tyler Farrar        | Garmin-Sharp            |    | m.t             |
| 5  | Davide Appollonio   | AG2R La Mondiale        |    | m.t             |
| 6  | Damiano Caruso      | Cannondale              |    | m.t             |
| 7  | Taylor Phinney      | BMC Racing              |    | m.t             |
| 8  | Juan Esteban Arango | Colombia                |    | m.t             |
| 9  | Edwin Ávila         | Colombia                |    | m.t             |
| 10 | Marc de Maar        | UnitedHealthcare        |    | m.t             |

|    | Coureur            | Équipe              |    | Temps            |
| -- | ------------------ | ------------------- | -- | ---------------- |
| 1  | Phillip Gaimon     | Garmin-Sharp        | en | 12 h 34 min 53 s |
| 2  | Marc de Maar       | UnitedHealthcare    | +  | 1 min 47 s       |
| 3  | Christian Meier    | Orica-GreenEDGE     |    | 3 min 56 s       |
| 4  | Peter Stetina      | BMC Racing          |    | 4 min 16 s       |
| 5  | Julián Arredondo   | Trek Factory Racing |    | 4 min 16 s       |
| 6  | Darwin Atapuma     | BMC Racing          |    | 4 min 19 s       |
| 7  | Nairo Quintana     | Movistar            |    | 4 min 19 s       |
| 8  | Haimar Zubeldia    | Trek Factory Racing |    | 4 min 21 s       |
| 9  | Domenico Pozzovivo | AG2R La Mondiale    |    | 4 min 21 s       |
| 10 | Ivan Santaromita   | Orica-GreenEDGE     |    | 4 min 21 s       |

### 4eétape
L'étape jugée au sommet de l'Alto del Amago a été remportée en solitaire par le Colombien Nairo Quintana (Movistar) avec 50 s d'avance sur l'Argentin Sergio Godoy (San Luis Somos Todos) et 1 min 32 s sur son compatriote Darwin Atapuma (BMC Racing). Au classement général l'Américain Phillip Gaimon (Garmin-Sharp) conserve la tête pour quatre petites secondes sur Quintana et 1 min 13 s sur le Néerlandais Marc de Maar (UnitedHealthcare),,.
|    | Coureur              | Équipe                  |    | Temps           |
| -- | -------------------- | ----------------------- | -- | --------------- |
| 1  | Nairo Quintana       | Movistar                | en | 4 h 15 min 33 s |
| 2  | Sergio Godoy         | San Luis Somos Todos    | +  | 50 s            |
| 3  | Darwin Atapuma       | BMC Racing              |    | 1 min 32 s      |
| 4  | Josué Moyano         | San Luis Somos Todos    |    | 1 min 39 s      |
| 5  | Lucas Euser          | UnitedHealthcare        |    | 1 min 45 s      |
| 6  | Miguel Ángel Rubiano | Colombia                |    | 2 min 09 s      |
| 7  | Peter Stetina        | BMC Racing              |    | 2 min 46 s      |
| 8  | Julián Arredondo     | Trek Factory Racing     |    | 2 min 09 s      |
| 9  | Gianluca Brambilla   | Omega Pharma-Quick Step |    | 3 min 04 s      |
| 10 | Adam Yates           | Orica-GreenEDGE         |    | 3 min 05 s      |

|    | Coureur              | Équipe               |    | Temps            |
| -- | -------------------- | -------------------- | -- | ---------------- |
| 1  | Phillip Gaimon       | Garmin-Sharp         | en | 16 h 54 min 41 s |
| 2  | Nairo Quintana       | Movistar             | +  | 4 s              |
| 3  | Marc de Maar         | UnitedHealthcare     |    | 1 min 13 s       |
| 4  | Darwin Atapuma       | BMC Racing           |    | 1 min 36 s       |
| 5  | Sergio Godoy         | San Luis Somos Todos |    | 1 min 45 s       |
| 6  | Josué Moyano         | San Luis Somos Todos |    | 1 min 51 s       |
| 7  | Lucas Euser          | UnitedHealthcare     |    | 1 min 57 s       |
| 8  | Miguel Ángel Rubiano | Colombia             |    | 2 min 18 s       |
| 9  | Peter Stetina        | BMC Racing           |    | 2 min 32 s       |
| 10 | Julián Arredondo     | Trek Factory Racing  |    | 2 min 47 s       |

### 5eétape
Ce contre-la-montre long de 19,2 km a vu la victoire de l'Italien Adriano Malori (Movistar) trois secondes devant l'Américain Taylor Phinney (BMC Racing) et 29 s sur l'Argentin Jorge Giacinti (San Luis-Somos Todos). Le Colombien Nairo Quintana (Movistar) s'empare de la tête du classement général 26 s devant l'Américain Phillip Gaimon (Garmin-Sharp) et 2 min 21 s sur l'Argentin Sergio Godoy (San Luis-Somos Todos),,,.
|    | Coureur           | Équipe                  |    | Temps       |
| -- | ----------------- | ----------------------- | -- | ----------- |
| 1  | Adriano Malori    | Movistar                | en | 22 min 11 s |
| 2  | Taylor Phinney    | BMC Racing              | +  | 3 s         |
| 3  | Jorge Giacinti    | San Luis-Somos Todos    |    | 29 s        |
| 4  | Lawrence Warbasse | BMC Racing              |    | 48 s        |
| 5  | Andrey Amador     | Movistar                |    | 52 s        |
| 6  | Manuel Quinziato  | BMC Racing              |    | 53 s        |
| 7  | Tom Boonen        | Omega Pharma-Quick Step |    | 57 s        |
| 8  | Danilo Hondo      | Trek Factory Racing     |    | 1 min 02 s  |
| 9  | Eloy Teruel       | Jamis-Hagens Berman     |    | 1 min 03 s  |
| 10 | Peter Sagan       | Cannondale              |    | 1 min 05 s  |

|    | Coureur              | Équipe                       |    | Temps            |
| -- | -------------------- | ---------------------------- | -- | ---------------- |
| 1  | Nairo Quintana       | Movistar                     | en | 17 h 18 min 24 s |
| 2  | Phillip Gaimon       | Garmin-Sharp                 | +  | 26 s             |
| 3  | Sergio Godoy         | San Luis Somos Todos         |    | 2 min 01 s       |
| 4  | Josué Moyano         | San Luis Somos Todos         |    | 2 min 17 s       |
| 5  | Marc de Maar         | UnitedHealthcare             |    | 2 min 47 s       |
| 6  | Peter Stetina        | BMC Racing                   |    | 2 min 57 s       |
| 7  | Julián Arredondo     | Trek Factory Racing          |    | 2 min 59 s       |
| 8  | Eduardo Sepúlveda    | Bretagne-Séché Environnement |    | 3 min 13 s       |
| 9  | Darwin Atapuma       | BMC Racing                   |    | 3 min 21 s       |
| 10 | Miguel Ángel Rubiano | Colombia                     |    | 3 min 30 s       |

### 6eétape
Le Colombien Julián Arredondo (Trek Factory Racing) remporte sa deuxième étape une seconde devant l'Argentin Sergio Godoy (San Luis Somos Todos) et cinq sur con compatriote Nairo Quintana (Movistar). Quintana accentue son avance sur son dauphin au classement général puisqu'il possède désormais 35 s d'avance sur l'Américain Phillip Gaimon (Garmin-Sharp) alors que Godoy pointe à 1 min 57 s,,.
|    | Coureur            | Équipe                       |    | Temps           |
| -- | ------------------ | ---------------------------- | -- | --------------- |
| 1  | Julián Arredondo   | Trek Factory Racing          | en | 4 h 16 min 54 s |
| 2  | Sergio Godoy       | San Luis Somos Todos         | +  | 1 s             |
| 3  | Nairo Quintana     | Movistar                     |    | 5 s             |
| 4  | Cleberson Weber    | Clube DataRo-Bottecchia      |    | 9 s             |
| 5  | José Serpa         | Lampre-Merida                |    | 10 s            |
| 6  | Domenico Pozzovivo | AG2R La Mondiale             |    | 12 s            |
| 7  | Thomas Danielson   | Garmin-Sharp                 |    | 14 s            |
| 8  | Phillip Gaimon     | Garmin-Sharp                 |    | 14 s            |
| 9  | Adam Yates         | Orica-GreenEDGE              |    | 30 s            |
| 10 | Eduardo Sepúlveda  | Bretagne-Séché Environnement |    | 30 s            |

|    | Coureur            | Équipe                       |    | Temps            |
| -- | ------------------ | ---------------------------- | -- | ---------------- |
| 1  | Nairo Quintana     | Movistar                     | en | 21 h 35 min 13 s |
| 2  | Phillip Gaimon     | Garmin-Sharp                 | +  | 35 s             |
| 3  | Sergio Godoy       | San Luis Somos Todos         |    | 1 min 57 s       |
| 4  | Julián Arredondo   | Trek Factory Racing          |    | 2 min 54 s       |
| 5  | Josué Moyano       | San Luis Somos Todos         |    | 2 min 59 s       |
| 6  | Eduardo Sepúlveda  | Bretagne-Séché Environnement |    | 3 min 38 s       |
| 7  | Peter Stetina      | BMC Racing                   |    | 3 min 46 s       |
| 8  | Marc de Maar       | UnitedHealthcare             |    | 3 min 51 s       |
| 9  | Darwin Atapuma     | BMC Racing                   |    | 3 min 51 s       |
| 10 | Domenico Pozzovivo | AG2R La Mondiale             |    | 3 min 52 s       |

### 7eétape
L'étape a vu la victoire de l'Italien Sacha Modolo (Lampre-Merida) qui s'impose au sprint devant le Slovaque Peter Sagan (Cannondale) et son coéquipier l'Argentin Maximiliano Richeze. Le Colombien Nairo Quintana (Movistar) remporte cette édition 43 s devant l'Américain Phillip Gaimon (Garmin-Sharp) et 2 min 2 s sur l'Argentin Sergio Godoy (San Luis Somos Todos). Quintana gagne aussi le classement du meilleur grimpeur tandis qu'un autre Argentin Julián Gaday (Buenos Aires Provincia) remporte celui des sprints, que le Britannique Adam Yates Orica-GreenEDGE termine meilleur jeune et que la formation argentine San Luis Somos Todos remporte le classement par équipes,,.
|    | Coureur             | Équipe                       |    | Temps           |
| -- | ------------------- | ---------------------------- | -- | --------------- |
| 1  | Sacha Modolo        | Lampre-Merida                | en | 3 h 13 min 28 s |
| 2  | Peter Sagan         | Cannondale                   | +  | m.t             |
| 3  | Maximiliano Richeze | Lampre-Merida                |    | m.t             |
| 4  | Mauro Abel Richeze  | Équipe nationale d'Argentine |    | m.t             |
| 5  | Jens Keukeleire     | Orica-GreenEDGE              |    | m.t             |
| 6  | Giacomo Nizzolo     | Trek Factory Racing          |    | m.t             |
| 7  | Manuel Belletti     | Androni Giocattoli-Venezuela |    | m.t             |
| 8  | Tosh Van der Sande  | Lotto-Belisol                |    | m.t             |
| 9  | Tom Boonen          | Omega Pharma-Quick Step      |    | m.t             |
| 10 | Taylor Phinney      | BMC Racing                   |    | m.t             |

|    | Coureur            | Équipe                       |    | Temps            |
| -- | ------------------ | ---------------------------- | -- | ---------------- |
| 1  | Nairo Quintana     | Movistar                     | en | 24 h 48 min 48 s |
| 2  | Phillip Gaimon     | Garmin-Sharp                 | +  | 43 s             |
| 3  | Sergio Godoy       | San Luis Somos Todos         |    | 2 min 02 s       |
| 4  | Julián Arredondo   | Trek Factory Racing          |    | 2 min 54 s       |
| 5  | Josué Moyano       | San Luis Somos Todos         |    | 3 min 04 s       |
| 6  | Eduardo Sepúlveda  | Bretagne-Séché Environnement |    | 3 min 43 s       |
| 7  | Marc de Maar       | UnitedHealthcare             |    | 3 min 44 s       |
| 8  | Peter Stetina      | BMC Racing                   |    | 3 min 51 s       |
| 9  | Darwin Atapuma     | BMC Racing                   |    | 3 min 57 s       |
| 10 | Domenico Pozzovivo | AG2R La Mondiale             |    | 4 min 03 s       |

## Classements finals

### Classement général
|    | Cycliste           | Pays       | Équipe                       |    | Temps            |
| -- | ------------------ | ---------- | ---------------------------- | -- | ---------------- |
| 1  | Nairo Quintana     | Colombie   | Movistar                     | en | 24 h 48 min 48 s |
| 2  | Phillip Gaimon     | États-Unis | Garmin-Sharp                 | +  | 43 s             |
| 3  | Sergio Godoy       | Argentine  | San Luis Somos Todos         |    | 2 min 02 s       |
| 4  | Julián Arredondo   | Colombie   | Trek Factory Racing          |    | 2 min 54 s       |
| 5  | Josué Moyano       | Argentine  | San Luis Somos Todos         |    | 3 min 04 s       |
| 6  | Eduardo Sepúlveda  | Argentine  | Bretagne-Séché Environnement |    | 3 min 43 s       |
| 7  | Marc de Maar       | Pays-Bas   | UnitedHealthcare             |    | 3 min 44 s       |
| 8  | Peter Stetina      | États-Unis | BMC Racing                   |    | 3 min 51 s       |
| 9  | Darwin Atapuma     | Colombie   | BMC Racing                   |    | 3 min 57 s       |
| 10 | Domenico Pozzovivo | Italie     | AG2R La Mondiale             |    | 4 min 03 s       |

### Classements annexes
|   | Cycliste         | Équipe               | Points |
| - | ---------------- | -------------------- | ------ |
| 1 | Nairo Quintana   | Movistar             | 25     |
| 2 | Julián Arredondo | Trek Factory Racing  | 20     |
| 3 | Sergio Godoy     | San Luis Somos Todos | 16     |

|   | Cycliste              | Équipe                       | Points |
| - | --------------------- | ---------------------------- | ------ |
| 1 | Julián Gaday          | Buenos Aires Provincia       | 10     |
| 2 | Juan Ignacio Curuchet | Équipe nationale d'Argentine | 8      |
| 3 | Sebastián Tolosa      | Buenos Aires Provincia       | 7      |

|   | Cycliste    | Équipe                  |    | Temps            |
| - | ----------- | ----------------------- | -- | ---------------- |
| 1 | Adam Yates  | Orica-GreenEDGE         | en | 24 h 53 min 23 s |
| 2 | Caio Godoy  | Clube DataRo-Bottecchia | +  | 10 min 56 s      |
| 3 | Lucas Gaday | Buenos Aires Provincia  |    | 16 min 55 s      |

|   | Équipe               | Pays       |    | Temps            |
| - | -------------------- | ---------- | -- | ---------------- |
| 1 | San Luis Somos Todos | Argentine  | en | 74 h 38 min 06 s |
| 2 | UnitedHealthcare     | États-Unis | +  | 3 min 21 s       |
| 3 | BMC Racing           | États-Unis |    | 6 min 57 s       |

## Évolution des classements
| Étape              | Vainqueur          | Classement général | Classement de la montagne | Classement des sprints | Classement du meilleur jeune | Classement par équipes |
| ------------------ | ------------------ | ------------------ | ------------------------- | ---------------------- | ---------------------------- | ---------------------- |
| 1                  | Phillip Gaimon     | Phillip Gaimon     | Marc de Maar              | Julián Gaday           | Emiliano Contreras           | Garmin-Sharp           |
| 2                  | Julián Arredondo   | Phillip Gaimon     | Julián Arredondo          | Sebastián Tolosa       | Adam Yates                   | UnitedHealthcare       |
| 3                  | Giacomo Nizzolo    | Phillip Gaimon     | Julián Arredondo          | Sebastián Tolosa       | Adam Yates                   | UnitedHealthcare       |
| 4                  | Nairo Quintana     | Phillip Gaimon     | Nairo Quintana            | Julián Gaday           | Adam Yates                   | UnitedHealthcare       |
| 5                  | Adriano Malori     | Nairo Quintana     | Nairo Quintana            | Julián Gaday           | Adam Yates                   | San Luis-Somos Todos   |
| 6                  | Julián Arredondo   | Nairo Quintana     | Nairo Quintana            | Julián Gaday           | Adam Yates                   | San Luis-Somos Todos   |
| 7                  | Sacha Modolo       | Nairo Quintana     | Nairo Quintana            | Julián Gaday           | Adam Yates                   | San Luis-Somos Todos   |
| Classements finals | Classements finals | Nairo Quintana     | Nairo Quintana            | Julián Gaday           | Adam Yates                   | San Luis-Somos Todos   |

## Liste des participants
- Liste de départ complète

| Légende | Légende                                                                                                  | Légende | Légende                                                                                         |
| ------- | --- | ------- | ----------------------------------------------------------------------------------------------- |
| Num     | Dossard de départ porté par le coureur sur ce Tour de San Luis                                           | Pos     | Position finale au classement général                                                           |
|         | Indique le vainqueur du classement général                                                               |         | Indique le vainqueur du classement de la montagne                                               |
|         | Indique le vainqueur du classement des sprints                                                           |         | Indique le vainqueur du classement du meilleur jeune                                            |
|         | Indique un maillot de champion national ou mondial, suivi de sa spécialité                               | #       | Indique la meilleure équipe                                                                     |
| NP      | Indique un coureur qui n'a pas pris le départ d'une étape, suivi du numéro de l'étape où il s'est retiré | AB      | Indique un coureur qui n'a pas terminé une étape, suivi du numéro de l'étape où il s'est retiré |
| HD      | Indique un coureur qui a terminé une étape hors des délais, suivi du numéro de l'étape                   | *       | Indique un coureur en lice pour le maillot blanc (coureurs nés après le 1er janvier 1992)       |

| San Luis-Somos Todos # SLS | San Luis-Somos Todos # SLS   | San Luis-Somos Todos # SLS |
| -------------------------- | ---------------------------- | -------------------------- |
| Num                        | Coureur                      | Pos                        |
| 1                          | Daniel Díaz (ARG)            | 41e                        |
| 2                          | Jorge Giacinti (ARG)         | 62e                        |
| 3                          | Leandro Messineo (ARG) (Clm) | AB-2                       |
| 4                          | Alfredo Lucero (ARG)         | 29e                        |
| 5                          | Sergio Godoy (ARG)           | 3e                         |
| 6                          | Josué Moyano (ARG)           | 5e                         |
| 7                          | Emanuel Guevara (ARG)        | 112e                       |
| 8                          | Cristian Martínez (ARG)      | 130e                       |

| AG2R La Mondiale ALM | AG2R La Mondiale ALM         | AG2R La Mondiale ALM |
| -------------------- | ---------------------------- | -------------------- |
| Num                  | Coureur                      | Pos                  |
| 11                   | Carlos Betancur (COL)        | 111e                 |
| 12                   | Rinaldo Nocentini (ITA)      | 86e                  |
| 13                   | Jean-Christophe Péraud (FRA) | 54e                  |
| 14                   | Matteo Montaguti (ITA)       | 66e                  |
| 15                   | Davide Appollonio (ITA)      | AB-6                 |
| 16                   | Domenico Pozzovivo (ITA)     | 10e                  |

| Astana AST | Astana AST                | Astana AST |
| ---------- | ------------------------- | ---------- |
| Num        | Coureur                   | Pos        |
| 21         | Vincenzo Nibali (ITA)     | 44e        |
| 22         | Michele Scarponi (ITA)    | 23e        |
| 23         | Tanel Kangert (EST) (Clm) | 53e        |
| 24         | Mikel Landa (ESP)         | 36e        |
| 25         | Fredrik Kessiakoff (SWE)  | 74e        |
| 26         | Alessandro Vanotti (ITA)  | 95e        |

| BMC Racing BMC | BMC Racing BMC          | BMC Racing BMC |
| -------------- | ----------------------- | -------------- |
| Num            | Coureur                 | Pos            |
| 31             | Darwin Atapuma (COL)    | 9e             |
| 32             | Dominik Nerz (GER)      | 32e            |
| 33             | Taylor Phinney (USA)    | 52e            |
| 34             | Manuel Quinziato (ITA)  | 79e            |
| 35             | Peter Stetina (USA)     | 8e             |
| 36             | Lawrence Warbasse (USA) | 37e            |

| Cannondale CAN | Cannondale CAN             | Cannondale CAN |
| -------------- | -------------------------- | -------------- |
| Num            | Coureur                    | Pos            |
| 41             | Damiano Caruso (ITA)       | AB-7           |
| 42             | Alessandro De Marchi (ITA) | AB-7           |
| 43             | Oscar Gatto (ITA)          | 96e            |
| 44             | Marco Marcato (ITA)        | 78e            |
| 45             | Moreno Moser (ITA)         | 82e            |
| 46             | Peter Sagan (SVK) (Route)  | 76e            |

| Garmin-Sharp GRS | Garmin-Sharp GRS       | Garmin-Sharp GRS |
| ---------------- | ---------------------- | ---------------- |
| Num              | Coureur                | Pos              |
| 51               | Janier Acevedo (COL)   | AB-3             |
| 52               | Nathan Brown (USA)     | 118e             |
| 53               | Thomas Danielson (USA) | 22e              |
| 54               | Tyler Farrar (USA)     | 99e              |
| 55               | Phillip Gaimon (USA)   | 2e               |
| 56               | Benjamin King (USA)    | 38e              |

| Katusha KAT | Katusha KAT             | Katusha KAT |
| ----------- | ----------------------- | ----------- |
| Num         | Coureur                 | Pos         |
| 61          | Joaquim Rodríguez (ESP) | 71e         |
| 62          | Giampaolo Caruso (ITA)  | 58e         |
| 63          | Alberto Losada (ESP)    | 40e         |
| 64          | Daniel Moreno (ESP)     | 77e         |
| 65          | Luca Paolini (ITA)      | AB-6        |
| 66          | Ángel Vicioso (ESP)     | 90e         |

| Lampre-Merida LAM | Lampre-Merida LAM         | Lampre-Merida LAM |
| ----------------- | ------------------------- | ----------------- |
| Num               | Coureur                   | Pos               |
| 71                | Winner Anacona (COL)      | 14e               |
| 72                | Damiano Cunego (ITA)      | 20e               |
| 73                | Sacha Modolo (ITA)        | 113e              |
| 74                | Filippo Pozzato (ITA)     | 89e               |
| 75                | Maximiliano Richeze (ARG) | 120e              |
| 76                | José Serpa (COL)          | 26e               |

| Lotto-Belisol LTB | Lotto-Belisol LTB           | Lotto-Belisol LTB |
| ----------------- | --------------------------- | ----------------- |
| Num               | Coureur                     | Pos               |
| 81                | Sander Armée (BEL)          | 102e              |
| 82                | Tosh Van der Sande (BEL)    | 80e               |
| 83                | Kenny Dehaes (BEL)          | 128e              |
| 84                | Jurgen Van den Broeck (BEL) | 24e               |
| 85                | Jelle Vanendert (BEL)       | AB-7              |
| 86                | Frederik Willems (BEL)      | 68e               |

| Équipe nationale d'Argentine ARG | Équipe nationale d'Argentine ARG | Équipe nationale d'Argentine ARG |
| -------------------------------- | -------------------------------- | -------------------------------- |
| Num                              | Coureur                          | Pos                              |
| 91                               | Facundo Lezica (ARG)*            | 105e                             |
| 92                               | Juan Ignacio Curuchet (ARG)*     | 115e                             |
| 93                               | Mauro Abel Richeze (ARG)         | 132e                             |
| 94                               | Sebastián Trillini (ARG)*        | AB-2                             |
| 95                               | Nicolás Tivani (ARG)*            | 131e                             |
| 96                               | Julián Barrientos (ARG)*         | 125e                             |
| 97                               | Emiliano Contreras (ARG)*        | 124e                             |
| 98                               | Rubén Ramos (ARG)*               | 67e                              |

| Buenos Aires Provincia BAP | Buenos Aires Provincia BAP | Buenos Aires Provincia BAP |
| -------------------------- | -------------------------- | -------------------------- |
| Num                        | Coureur                    | Pos                        |
| 101                        | Walter Pérez (ARG)         | 133e                       |
| 102                        | Marcos Crespo (ARG)        | 108e                       |
| 103                        | Julián Gaday (ARG)         | 135e                       |
| 104                        | Lucas Gaday (ARG)*         | 42e                        |
| 105                        | Claudio Arone (ARG)        | 126e                       |
| 106                        | Ariel Sivori (ARG)         | 61e                        |
| 107                        | Sebastián Tolosa (ARG)     | 119e                       |
| 108                        | Santiago Espindola (ARG)*  | AB-1                       |

| Movistar MOV | Movistar MOV            | Movistar MOV |
| ------------ | ----------------------- | ------------ |
| Num          | Coureur                 | Pos          |
| 111          | Andrey Amador (CRC)     | 43e          |
| 112          | Beñat Intxausti (ESP)   | 45e          |
| 113          | Adriano Malori (ITA)    | 81e          |
| 114          | Nairo Quintana (COL)    | 1er          |
| 115          | Pablo Lastras (ESP)     | 101e         |
| 116          | Francisco Ventoso (ESP) | 97e          |

| Omega Pharma-Quick Step OPQ | Omega Pharma-Quick Step OPQ    | Omega Pharma-Quick Step OPQ |
| --------------------------- | ------------------------------ | --------------------------- |
| Num                         | Coureur                        | Pos                         |
| 121                         | Tom Boonen (BEL)               | 63e                         |
| 122                         | Gianluca Brambilla (ITA)       | 30e                         |
| 123                         | Alessandro Petacchi (ITA)      | AB-1                        |
| 124                         | Mark Cavendish (GBR) (Route)   | 91e                         |
| 125                         | Stijn Vandenbergh (BEL)        | 70e                         |
| 126                         | Guillaume Van Keirsbulck (BEL) | 123e                        |

| Orica-GreenEDGE OGE | Orica-GreenEDGE OGE            | Orica-GreenEDGE OGE |
| ------------------- | ------------------------------ | ------------------- |
| Num                 | Coureur                        | Pos                 |
| 131                 | Ivan Santaromita (ITA) (Route) | 39e                 |
| 132                 | Jens Keukeleire (BEL)          | 65e                 |
| 133                 | Aidis Kruopis (LTU)            | 87e                 |
| 134                 | Christian Meier (CAN)          | 16e                 |
| 135                 | Adam Yates (GBR)*              | 11e                 |
| 136                 | Pieter Weening (NED)           | AB-7                |

| Trek Factory Racing TFR | Trek Factory Racing TFR | Trek Factory Racing TFR |
| ----------------------- | ----------------------- | ----------------------- |
| Num                     | Coureur                 | Pos                     |
| 141                     | Eugenio Alafaci (ITA)   | AB-6                    |
| 142                     | Julián Arredondo (COL)  | 4e                      |
| 143                     | Danilo Hondo (GER)      | 46e                     |
| 144                     | Giacomo Nizzolo (ITA)   | 98e                     |
| 145                     | Fabio Silvestre (POR)   | 129e                    |
| 146                     | Haimar Zubeldia (ESP)   | 17e                     |

| Androni Giocattoli-Venezuela AND | Androni Giocattoli-Venezuela AND | Androni Giocattoli-Venezuela AND |
| -------------------------------- | -------------------------------- | -------------------------------- |
| Num                              | Coureur                          | Pos                              |
| 151                              | Marco Frapporti (ITA)            | 109e                             |
| 152                              | Emanuele Sella (ITA)             | 28e                              |
| 153                              | Manuel Belletti (ITA)            | 116e                             |
| 154                              | Patrick Facchini (ITA)           | 47e                              |
| 155                              | Carlos José Ochoa (VEN)          | 48e                              |
| 156                              | Gianfranco Zilioli (ITA)         | 19e                              |

| Bretagne-Séché Environnement BSE | Bretagne-Séché Environnement BSE | Bretagne-Séché Environnement BSE |
| -------------------------------- | -------------------------------- | -------------------------------- |
| Num                              | Coureur                          | Pos                              |
| 161                              | Eduardo Sepúlveda (ARG)          | 6e                               |
| 162                              | Anthony Delaplace (FRA)          | 50e                              |
| 163                              | Armindo Fonseca (FRA)            | 122e                             |
| 164                              | Clément Koretzky (FRA)           | 60e                              |
| 165                              | Florian Guillou (FRA)            | 25e                              |
| 166                              | Jean-Marc Bideau (FRA)           | 51e                              |

| Colombia COL | Colombia COL               | Colombia COL |
| ------------ | -------------------------- | ------------ |
| Num          | Coureur                    | Pos          |
| 171          | Juan Esteban Arango (COL)  | 75e          |
| 172          | Edwin Ávila (COL)          | 27e          |
| 173          | Fabio Duarte (COL)         | 35e          |
| 174          | Leonardo Duque (COL)       | 59e          |
| 175          | Miguel Ángel Rubiano (COL) | 12e          |
| 176          | Juan Pablo Valencia (COL)  | 34e          |

| UnitedHealthcare UHC | UnitedHealthcare UHC | UnitedHealthcare UHC |
| -------------------- | -------------------- | -------------------- |
| Num                  | Coureur              | Pos                  |
| 181                  | Carlos Alzate (COL)  | 83e                  |
| 182                  | Isaac Bolívar (COL)  | 14e                  |
| 183                  | Hilton Clarke (AUS)  | 104e                 |
| 184                  | Marc de Maar (NED)   | 7e                   |
| 185                  | Lucas Euser (USA)    | 13e                  |
| 186                  | Luke Keough (USA)    | 88e                  |

| Novo Nordisk TNN | Novo Nordisk TNN           | Novo Nordisk TNN |
| ---------------- | -------------------------- | ---------------- |
| Num              | Coureur                    | Pos              |
| 191              | Kevin De Mesmaeker (BEL)   | 117e             |
| 192              | David Lozano (ESP)         | AB-6             |
| 193              | Javier Mejías (ESP)        | 49e              |
| 194              | Andrea Peron (ITA)         | 84e              |
| 195              | Martijn Verschoor (NED)    | 94e              |
| 196              | Christopher Williams (AUS) | 127e             |

| Jamis-Hagens Berman JSH | Jamis-Hagens Berman JSH  | Jamis-Hagens Berman JSH |
| ----------------------- | ------------------------ | ----------------------- |
| Num                     | Coureur                  | Pos                     |
| 201                     | Juan José Haedo (ARG)    | 92e                     |
| 202                     | Robbie Squire (USA)      | 18e                     |
| 203                     | Eloy Teruel (ESP)        | AB-6                    |
| 204                     | Ben Jacques-Maynes (USA) | 73e                     |
| 205                     | Gregory Brenes (CRC)     | 69e                     |
| 206                     | Daniel Jaramillo (COL)   | AB-6                    |

| Clube DataRo-Bottecchia DAT | Clube DataRo-Bottecchia DAT     | Clube DataRo-Bottecchia DAT |
| --------------------------- | ------------------------------- | --------------------------- |
| Num                         | Coureur                         | Pos                         |
| 211                         | Ramiro Cabrera (URU)            | 107e                        |
| 212                         | Cristian Egídio (BRA)           | 56e                         |
| 213                         | Caio Godoy (BRA)*               | 31e                         |
| 214                         | Cleberson Weber (BRA)           | 21e                         |
| 215                         | Alcides Vieira (BRA)            | 33e                         |
| 216                         | Thiago Rodrigues Da Silva (BRA) | 137e                        |

| Équipe nationale d'Uruguay URU | Équipe nationale d'Uruguay URU | Équipe nationale d'Uruguay URU |
| ------------------------------ | ------------------------------ | ------------------------------ |
| Num                            | Coureur                        | Pos                            |
| 221                            | Matías Presa (URU)             | AB-6                           |
| 222                            | Sixto Núñez (URU)*             | 134e                           |
| 223                            | Richard Mascarañas (URU)       | 114e                           |
| 224                            | Ignacio Maldonado (URU)        | 55e                            |
| 225                            | Fabricio Ferrari (URU)         | 57e                            |
| 226                            | Nicolás Arachichú (URU)        | AB-2                           |

| Équipe nationale de Cuba CUB | Équipe nationale de Cuba CUB | Équipe nationale de Cuba CUB |
| ---------------------------- | ---------------------------- | ---------------------------- |
| Num                          | Coureur                      | Pos                          |
| 231                          | Yenier Lopez (CUB)           | 85e                          |
| 232                          | Yasmani Martínez (CUB)       | 93e                          |
| 233                          | Leandro Marcos (CUB)         | 136e                         |
| 234                          | Pedro Sibila (CUB)           | AB-3                         |
| 235                          | Lisnandi Alonso (CUB)        | 103e                         |
| 236                          | Alvaro Soca (CUB)*           | AB-6                         |

| Équipe nationale du Chili CHI | Équipe nationale du Chili CHI | Équipe nationale du Chili CHI |
| ----------------------------- | ----------------------------- | ----------------------------- |
| Num                           | Coureur                       | Pos                           |
| 251                           | Gonzalo Garrido (CHI)         | 100e                          |
| 252                           | Patricio Almonacid (CHI)      | 110e                          |
| 253                           | Jonathan Guzmán (CHI)         | 121e                          |
| 254                           | Wolfgang Burmann (CHI)        | 64e                           |
| 255                           | Adrián Alvarado (CHI)         | 106e                          |
| 256                           | Pablo Alarcón (CHI)           | 72e                           |